# Japansk nytår
Det japanske nytår (正月, shougatsu, eller med ærespræfiks お正月, oshougatsu) er en af de vigtigste årlige japanske traditioner, der er blevet fejret gennem århundreder, og som har en række særlige skikke tilknyttet.
I gamle dage blev det ligesom den kinesiske nytårsfest, den koreanske nytårsfest og den vietnamesiske Tết-fest fejret ved forårets begyndelse i henhold til Lunisolarkalenderen. Siden 1873 følger Japan den Gregorianske kalender, hvor nytårsdag er fastsat til 1. januar.

## Traditionel mad
Nytårsdag spiser japanerne en række specielle retter kaldet osechi. Dertil hører blandt andet misosuppe med mochi (riskager) og grøntsager (zounisuppe), tunfisk indviklet i sød kogt tang (kombu, kobumaki), geleret fiskepaste (kamaboko), purerede søde kartofler med ægte kanstanier og sødede sorte bønner (kuromame)
Mange af de traditionelle retter er søde eller sure, da de holder sig længere. Da de blev opfundet, holdt de fleste butikker lukket i en uge omkring nytår, og køleskabet var endnu ikke opfundet.
Der findes mange variationer, når det gælder osechi. For eksempel er der enkelte retter, der spises nogle steder, men som andre steder aldrig spises nytårsdag, eller som ligefrem er "forbudte" denne dag. Nu om stunder spises ofte sashimi og sushi men også pizza, fristurestegt hønsekød og is. For at give den overarbejdende mave en pause bliver der på året 7. eller 15. dag serveret nanakusa gayu (syv-grøntsagers-rissuppe).
I Edo-perioden uddelte store butikker og rige familier små poser med mochi og en mandarin for at sprede lykke. Og endnu i dag bliver mochi tilberedt nytårsdag og spist i begyndelsen af januar. Mochi bruges imidlertid også til nytårsdekoration kagami-mochi, der består af to runde mochi, en daidai (appelsin) og andre dekorationer.

## Nytårskort
I Japan er det skik at sende nytårskort (年賀状, nengajou) til venner og slægtninge nytårsdag i stil med de julekort, man sender i Europa og Amerika. Den oprindelige tanke var et give et livstegn fra sig og sin familie til fjerntboende venner og slægtninge. Nu om stunder er det nærmest pligt at skrive nytårskort til venner og personer, man skylder respekt. Personer i højere stillinger modtager således flere hundrede nytårskort, og butiksindehavere sender tilsvarende mange. Ved de mængder er fortrykte kort naturligvis udbredte, men selv da bør man i det mindste skrive adressen i hånden. I december hører man i øvrigt ofte det halvt spøgefulde, halvt anstrengte spørgsmål: "Hvor langt er du med dine nytårskort?".
Det er skik ikke at udveksle kort, hvis et familiemedlem er død i løbet af året. I sådanne tilfælde sender man enkle postkort for at fortælle venner og slægtninge, at man på grund af dødsfaldet holder sig tilbage med lykønskninger i sin egen familie og heller ikke forventer nogen.
Nengajou sælges blandt andet i papirforretninger som fortrykte kort med påtrykte frimærker. Mange af dem har udover årets dyr fra dyrekredsen i den kinesiske kalender, for 2015 for eksempel et får, en formel hilsen som den almindelige nytårshilsen akemashite omedetou gozaimasu (明けましておめでとうございます) eller den korte akemashite (明けまして), der betyder en "lykønskning med begyndelsen [på det nye år]". Der kan også være en plads, hvor afsenderen kan skrive en personlig hilsen. Andre benytter blanke kort og skriver eller tegner selv på det. I varehuse sælges der stempler med hilsner og symboler fra dyrekredsen. Specielle trykkemåder er særligt populære hos kunsthåndværkere. Til forretningsfolk og virksomheder tilbydes mange forskellige nytårskort med korte hilsner, så afsenderen kun behøver at skrive adressen. 
E-mail har foreløbigt endnu ikke erstattet de traditionelle nengajou i Japan, men mange af dem bliver lavet på computer. Der findes mange forskellige slags software til at fremstille og trykke kortene med, og i fjernsynet fortæller man de ældre generationer, hvordan de skal omgås teknikken, så der for eksempel kan komme familiebilleder med. På denne måde kan der fremstilles originale og personlige kort i et stort antal til en forholdsvis lav pris.
Postvæsenet leverer kortene præcist 1. januar, hvis de er kendetegnet med påskriften "nytårskort" og er lagt i en dertil indrettet postkasse inden en bestemt dag i december. Nytårskort fra afsendere, som man ikke selv har sendt kort til, besvares også indtil midt i januar. Sammenlagt betyder det at slutningen af december og begyndelsen af januar er det tidspunkt på året, hvor der er mest tryk på hos det japanske postvæsen. For at overkomme det hyrer posthusene derfor hvert år mange studerende som ekstra arbejdskraft.

## Otoshidama
Nytårsdag er det skik at give børnene lommepenge. Det kaldes for toshidama (年玉) eller otoshidama (お年玉) og er en skik, der stammer fra Kina. Pengene gives i små dekorerede kuverter (pochibukuro, efterkommere af de kinesiske "røde småpakker"). Beløbet afhænger af barnets alder, men hvis der er flere børn, får de som regel det samme beløb, for at ingen skal føle sig forfordelt.

## Poesi
Nytårstraditionerne er også del af den japanske poesi, herunder haiku og renga. Alle de ovennævnte traditioner kan bruges i haiku som kigo (årstidsord). Der findes også haiku, der fejrer mange af de ting, der sker for første gang ved nytår som for eksempel den "første sol" (hatsushi) eller den "første solopgang", den "første latter" (waraizome, at begynde året med et smil anses for at være et godt tegn) og den "første drøm" (hatsuyume). Da nytåret førhen lå senere på året, omtaler mange af disse digte også forårets begyndelse.
I forbindelse med nytårskortene kan haiku for eksempel omtale det "første brev" (hatsudayori), den "første kalligrafi" (kakizome) og den "første pensel" (fude hajime).

## Spil
Det er også skik at spille bestemte ting til nytår i Japan: hanetsuki, takoage, sugoroku, fukuwarai (en person med bind for øjnene sætter kropsdele på et papiransigt), karuta (kortspil) osv.